# North Pest Vipers 2008
Questa voce raccoglie le informazioni riguardanti i North Pest Vipers nelle competizioni ufficiali della stagione 2008.

## Divízió I 2008

### Stagione regolare
| Vasad 30 marzo 2008 1ª giornata | North Pest Vipers | 29 – 42 (7-8 3-6 6-22 13-6) | Budapest Titans | Sportpálya (150 spett.) |

| Vasad 19 aprile 2008 4ª giornata | North Pest Vipers | 0 – 100 | Budapest Wolves | Sportpálya |

| 25 maggio 2008 9ª giornata | Nagykanizsa Demons | 31 – 48 | North Pest Vipers |  |

| 14 giugno 2008 12ª giornata | Győr Sharks | 71 – 6 (10-0 20-0 20-0 21-6) | North Pest Vipers | (200 spett.) |

| Vasad 28 giugno 2008 14ª giornata | North Pest Vipers | 22 – 25 (d.t.s.) (7-0 6-0 6-8 3-14 0-3) | Szolnok Soldiers | Sportpálya |

## Statistiche di squadra
| Competizione      | %Vittorie | In casa | In casa | In casa | In casa | In casa | In casa | In trasferta | In trasferta | In trasferta | In trasferta | In trasferta | In trasferta | Totale | Totale | Totale | Totale | Totale | Totale |
| Competizione      | %Vittorie | G       | V       | N       | P       | Pf      | Ps      | G            | V            | N            | P            | Pf           | Ps           | G      | V      | N      | P      | Pf     | Ps     |
| ----------------- | --------- | ------- | ------- | ------- | ------- | ------- | ------- | ------------ | ------------ | ------------ | ------------ | ------------ | ------------ | ------ | ------ | ------ | ------ | ------ | ------ |
| Stagione regolare | .200      | 3       | 0       | 0       | 3       | 51      | 167     | 2            | 1            | 0            | 1            | 54           | 102          | 5      | 1      | 0      | 4      | 105    | 269    |
| Totale            | .200      | 3       | 0       | 0       | 3       | 51      | 167     | 2            | 1            | 0            | 1            | 54           | 102          | 5      | 1      | 0      | 4      | 105    | 269    |